# 3 ngày đổi mạng
3 ngày đổi mạng (tựa tiếng Anh: 3 Days to Kill) là một bộ phim ly kỳ hành động năm 2014 của Mỹ-Pháp do McG đạo diễn, Luc Besson và Adi Hasak viết kịch bản. Phim có sự tham gia của Kevin Costner, Amber Heard, Hailee Steinfeld, Connie Nielsen, Richard Sammel và Eriq Ebouaney, khởi chiếu ngày 21 tháng 2 năm 2014. Bộ phim bị giới phê bình đánh giá trái chiều và chỉ thu về 52,6 triệu USD so với kinh phí 28 triệu USD.

## Nội dung
Đặc vụ CIA Ethan Renner và đồng đội muốn bắt giữ Albino, trợ thủ của tên trùm buôn vũ khí Wolf, khi hắn tính bán bom cho bọn khủng bố ở khách sạn ở Belgrade. Albino đã nhận ra một trong những đặc vụ, người mà hắn giết chết. Renner đuổi theo Albino, bắn vào chân của hắn, rồi ông ngất đi, để cho Albino chạy thoát. Trong khi đó, giám đốc CIA đã thuê nữ sát thủ chuyên nghiệp Vivi Delay đi giết Wolf.
Renner đang bị ung thư não, ông chỉ còn vài tháng để sống, và sẽ không thể nhìn thấy Lễ Giáng sinh tiếp theo. Ông quyết định dành nhiều thời gian hơn cho người vợ Christine và đứa con gái Zooey. Ông quay về Paris, gặp lại Christine và kể cho bà nghe về căn bệnh của mình. Christine cho phép Renner chăm sóc Zooey, và khi bà đi công tác ở nước ngoài, bà đồng ý để ông trông chừng Zooey.
Vivi nhờ Renner giúp cho cô tìm và tiêu diệt Wolf, đổi lại cô sẽ đưa cho ông loại thuốc giúp ông kéo dài tuổi thọ. Renner miễn cưỡng chấp nhận, để có thêm nhiều thời gian với gia đình. Vivi chỉ ra cách gài bẫy Wolf, đó là bắt giữ gã kế toán và gã tài xế của hắn. Renner gặp ảo giác khi sử dụng liều thuốc của Vivi, nó làm tim ông đập nhanh hơn, và ông chỉ có thể kiểm soát bằng cách uống rượu. Trong lúc trông chừng Zooey, ông giúp cô bé tránh xa khỏi rắc rối, dần dần hàn gắn mối quan hệ cha con với cô bé.
Renner đuổi theo Wolf và Albino xuống bên dưới tàu điện ngầm, nhưng các ảo giác khiến ông gục xuống. Albino định giết Renner bằng cách đẩy ông xuống đường ray cho con tàu cán, nhưng Renner xô Albino xuống đường ray, giết chết hắn. Wolf bỏ chạy, hắn liên lạc với đối tác làm ăn để nhờ người đó giúp hắn rời khỏi nước Pháp.
Gia đình Renner được mời đến dự bữa tiệc của bố của bạn trai Zooey, chính là đối tác làm ăn của Wolf. Renner bảo vệ Christine và Zooey, giết chết các thuộc hạ của Wolf, rồi ông cho buồng thang máy của Wolf bị rơi xuống đất. Wolf bị thương nặng, đột nhiên Renner không muốn giết Wolf. Khi Wolf sắp lấy được khẩu súng, Vivi can thiệp và đá khẩu súng về chỗ Renner, buộc Renner giết Wolf, nhưng Renner từ chối. Vivi đành phải ra tay giết Wolf.
Renner sống sót đến mùa Lễ Giáng sinh, ông sống với Christine và Zooey trong một căn nhà ở bãi biển. Ông phát hiện ra gói quà màu đỏ do Vivi gửi đến, trong đó có chứa liều thuốc chữa trị ung thư. Vivi đang đứng trên ngọn đồi phía sau căn nhà, cô mỉm cười khi Renner mở gói quà ra.

## Diễn viên
- Kevin Costner vai Ethan Renner
- Amber Heard vai Vivi Delay
- Hailee Steinfeld vai Zooey Renner
- Connie Nielsen vai Christine Renner
- Richard Sammel vai Wolf
- Tómas Lemarquis vai Albino
- Marc Andréoni vai Mitat Yilmaz
- Bruno Ricci vai Guido
- Eriq Ebouaney vai Jules
- Raymond J. Barry vai Giám đốc CIA
- Jonas Bloquet vai Hugh
- Rupert Wynne-James vai bố của Hugh